# Dendrocopos atratus
Il picchio pettostriato (Dendrocopos atratus (Blyth, 1849)) è un uccello piciforme della famiglia dei Picidi.

## Descrizione

### Dimensioni
Misura 21-22 cm di lunghezza per 42-52 g di peso.

### Aspetto
Questo uccello forma una super-specie con il picchio pettofulvo. Nel maschio adulto, la parte inferiore della fronte è scura. Il resto della fronte e l'intero cappuccio, fino alla nuca, sono rossi con qualche striscia nera, soprattutto ai bordi del vertice. I lati della faccia fin sopra all'occhio e i lati del collo sono bianchi, generalmente con delle sottili strie nere. Il mustacchio forma una lunga striscia nera che si prolunga lungo il collo raggiungendo i lati del petto. Il mento e la gola sono bianchi con qualche striscia sparsa a livello della parte alta del petto. La parte centrale del retro del collo e tutte le parti superiori sono nere con abbondanti bande bianche che vanno dalla parte bassa della mantellina fino alla parte alta del groppone. Le piume delle copritrici alari sono nere con grandi macchie subterminali bianche. Le remiganti sono nere con delle barre bianche. La parte superiore della coda è nera con delle barre bianche sulle due paia di rettrici esterne. A partire dal petto, le parti inferiori sono grigio-giallastre con abbondanti strisce nere. Il ventre è più giallo e i fianchi sono leggermente barrati. Le sotto-caudali sono rosso brillanti. La parte inferiore delle ali è grigio scura con delle barre biancastre. Quella della coda, invece, ricorda quella superiore, ma è più chiara.
La femmina possiede un becco più breve di quello del maschio. Inoltre non ha zone rosse sulla testa, in quanto cappuccio e nuca sono completamente neri. I giovani sono più opachi degli adulti. Le parti inferiori sono più grigie con strisce più grandi e più visibili, mentre il basso ventre è più aranciato. I giovani maschi hanno un cappuccio rosso, mentre le giovani femmine presentano soltanto un po' di rosso al centro del vertice.
Gli adulti hanno il becco marrone-corno, talvolta con sfumature verdastre; in alcuni casi la base della mandibola inferiore è di colore più chiaro, più giallastro. Le zampe e i piedi sono grigi, spesso sfumati di blu o di verde. L'iride è marrone o bruno-rossastra.

### Voce
I picchi pettostriato lanciano un tchik esplosivo molto simile a quello del picchio rosso maggiore (Dendrocopos major). Questo grido, molto caratteristico del genere Dendrocopos, può essere sentito soprattutto quando gli adulti accompagnano i giovani. La specie può anche emettere un crepitio rumoroso o borbottante, nonché un richiamo stridulo di cui non conosciamo l'esatta funzione. Talvolta questi animali tambureggiano anche con il becco.

## Biologia
Non abbiamo molte notizie riguardo alle abitudini e al comportamento di questa specie, ma in linea generale possiamo affermare che si comporta come i suoi simili. Il suo comportamento non si discosta molto da quello del picchio frontebruna (Dendrocoptes auriceps), il cui areale è contiguo. Il picchio pettostriato sembra utilizzare di frequente i colpi di becco e il martellamento come metodo di ricerca del cibo. Gli adulti e i giovani formano dei gruppi familiari che rimangono in contatto con richiami costanti.

### Alimentazione
Il picchio pettostriato è insettivoro. Si nutre soprattutto di larve di coleotteri e di formiche.

### Riproduzione
Nel nord della Thailandia, la stagione della nidificazione comincia in febbraio e i giovani si levano in volo nel mese di marzo. In India, essa si protrae da marzo a maggio, mentre in Birmania ha luogo un po' più tardi, in quanto comincia in aprile. Il picchio pettostriato nidifica in vecchi ceppi, generalmente a meno di 4 metri di altezza dal suolo, ma può anche scavare il proprio nido su alberi d'alto fusto, ad oltre 20 metri. La covata comprende 4 o 5 uova, della dimensione media di 21 millimetri per 16. I due genitori si alternano nella cova. Ali e Ripley ricordano un caso segnalato da Baker in cui i due partner covavano nello stesso tempo, ma non sappiamo se si tratti della norma o solamente di un evento occasionale.

## Distribuzione e habitat
Questo picchio di piccole dimensioni apprezza in particolar modo i boschetti non troppo fitti di querce e le foreste di conifere delle regioni collinari. Mostra un certo attaccamento ai boschi di pini, ma frequenta con assiduità anche i margini delle foreste costituite da alberi di latifoglie. Si può inoltre osservare nei terreni coltivati e nelle radure dove gli alberi sono molto radi. Il suo habitat è ripartito tra gli 800 e i 2800 metri di altitudine, ma è più diffuso al di sopra dei 2000 metri. Il picchio pettostriato è originario del Sud-est asiatico. Il suo areale ha inizio sulle colline di Khasi e di Cachar nell'estremità orientale dell'India e prosegue fino al Vietnam passando per la Birmania, la Cina meridionale e la Thailandia nord-occidentale. Questa specie è presente anche nel Bangladesh e nel nord del Laos.

## Tassonomia
Ne vengono riconosciute due sottospecie:
- D. a. atratus (Blyth, 1849), diffusa in India nord-orientale, Birmania, Thailandia e Laos;

- D. a. vietnamensis Stepanyan, 1988, diffusa nel Vietnam.

Le due forme, tuttavia, sono molto simili tra loro, e gran parte degli studiosi considera la specie monotipica.

## Conservazione
Il picchio pettostriato è distribuito in maniera piuttosto ineguale: a seconda delle regioni, può essere comune localmente o raro. La IUCN lo classifica come «specie a rischio minimo» (Least Concern).